# 四川虎耳草
四川虎耳草（学名：Saxifraga sublinearifolia）为虎耳草科虎耳草属下的一个种。

## 扩展阅读
- 維基物種上的相關：四川虎耳草